# Tropomiosina

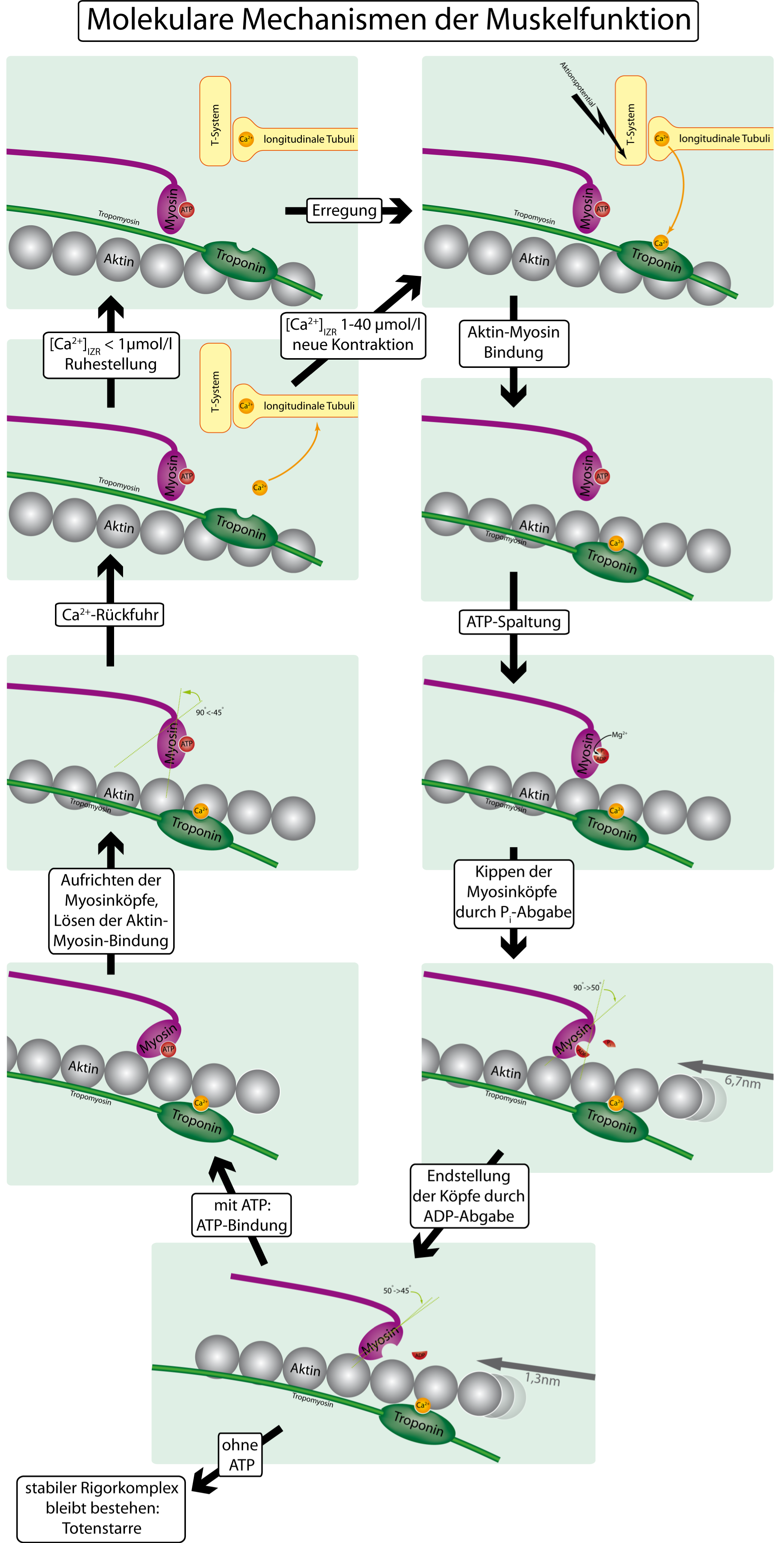
meccanismo molecolare della contrazione muscolare

La tropomiosina è una proteina del peso di circa 70 kDalton composta da due subunità (eterodimeriche) ripiegate ad alfa elica.

La proteina ha una forma filamentosa molto allungata ed è implicata nel controllo della contrazione muscolare prevenendo, in combinazione con il complesso della troponina, il legame dell'actina con la miosina e quindi la contrazione. Queste interazioni sono calcio-dipendenti: a basse concentrazioni di calcio, la tropomiosina blocca stericamente il sito di legame della miosina all'actina, mentre ad alte concentrazioni il suo legame al complesso della troponina induce una modifica conformazionale provocando a sua volta il demascheramento del sito di legame actina-miosina permettendo quindi la contrazione muscolare